# Калькатоджо
Калькатоджо (фр. Calcatoggio, корс. Calcatoghju) — коммуна во Франции, находится в регионе Корсика. Департамент коммуны — Южная Корсика. Входит в состав кантона Севи-Сорру-Чинарка. Округ коммуны — Аяччо.
Код INSEE коммуны — 2A048.

## Население
Население коммуны на 2008 год составляло 490 человек.
| 1921 | 1926 | 1931 | 1936 | 1946 | 1954 | 1962 | 1968 | 1975 | 1982 | 1990 | 1999 | 2008 |
| ---- | ---- | ---- | ---- | ---- | ---- | ---- | ---- | ---- | ---- | ---- | ---- | ---- |
| 567  | 568  | 581  | 541  | 504  | 432  | 415  | 422  | 396  | 332  | 357  | 356  | 490  |

## Экономика
В 2007 году среди 297 человек в трудоспособном возрасте (15—64 лет) 202 были экономически активными, 95 — неактивными (показатель активности — 68,0 %, в 1999 году было 65,5 %). Из 202 активных работали 177 человек (98 мужчин и 79 женщин), безработных было 25 (11 мужчин и 14 женщин). Среди 95 неактивных 14 человек были учениками или студентами, 35 — пенсионерами, 46 были неактивными по другим причинам.
В 2008 году в коммуне насчитывалось 231 домохозяйство, в которых проживало 490 человек, медиана доходов составляла 19 071 евро на одного человека.